# Hantara (plaats)
Hantara is een bestuurslaag in het regentschap Kuningan van de provincie West-Java, Indonesië. Hantara telt 2197 inwoners (volkstelling 2010).